# Nålsnäcka
Nålsnäcka (Bittium reticulatum) är en snäckart som beskrevs av Da Costa 1778. Nålsnäcka ingår i släktet Bittium och familjen Cerithiidae. Arten är reproducerande i Sverige. Inga underarter finns listade i Catalogue of Life.

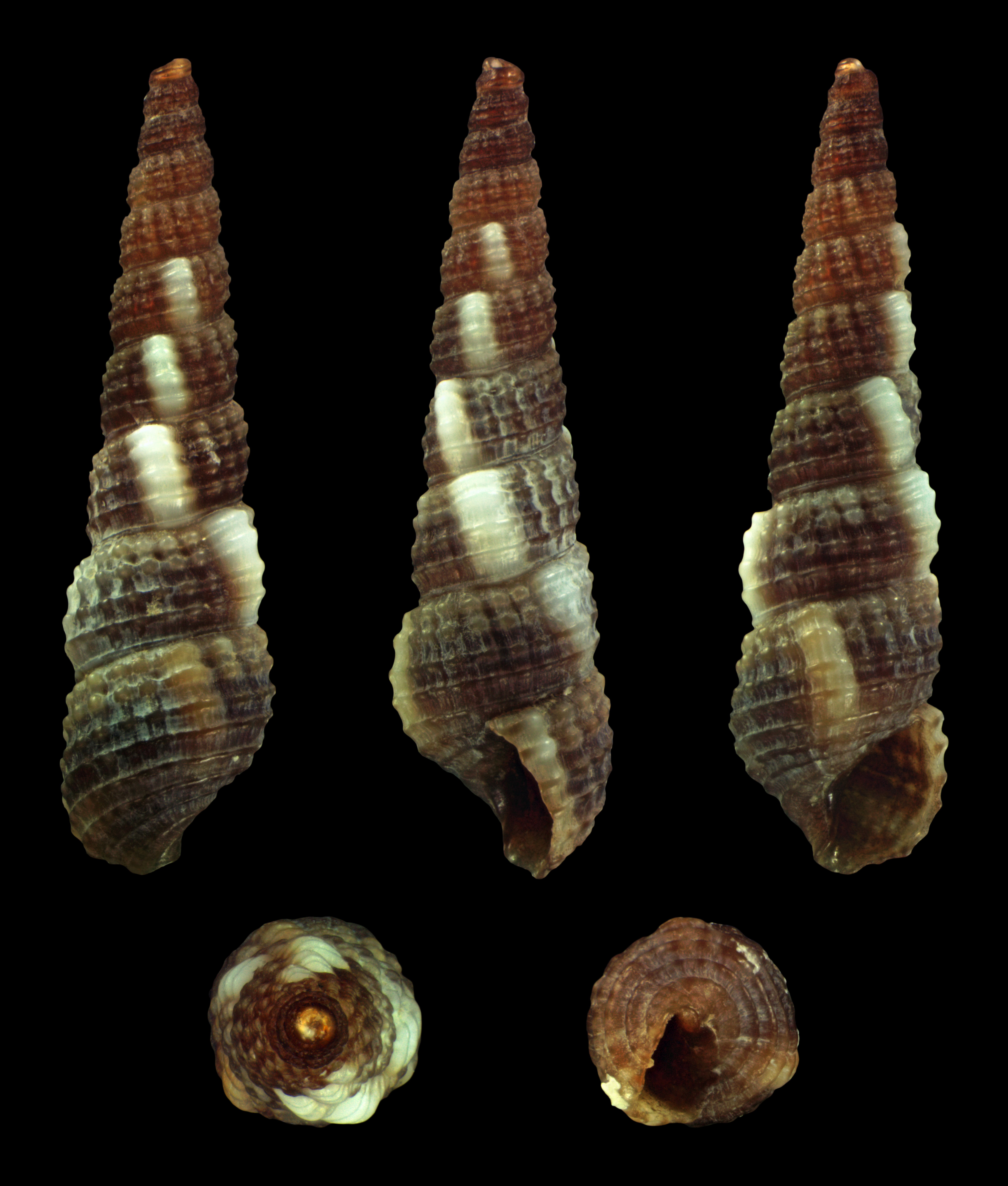
forma antonium
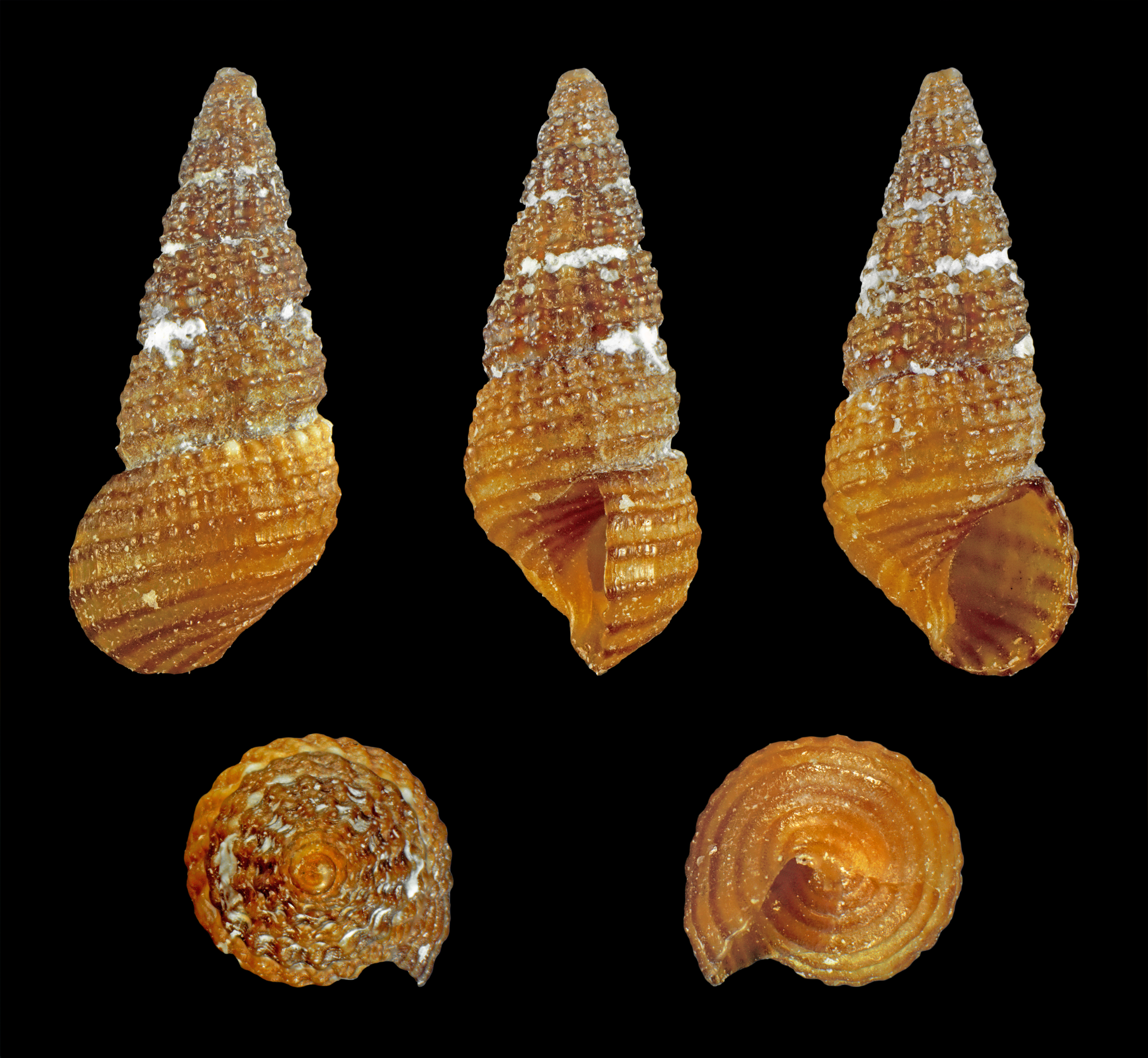
forma scabroides
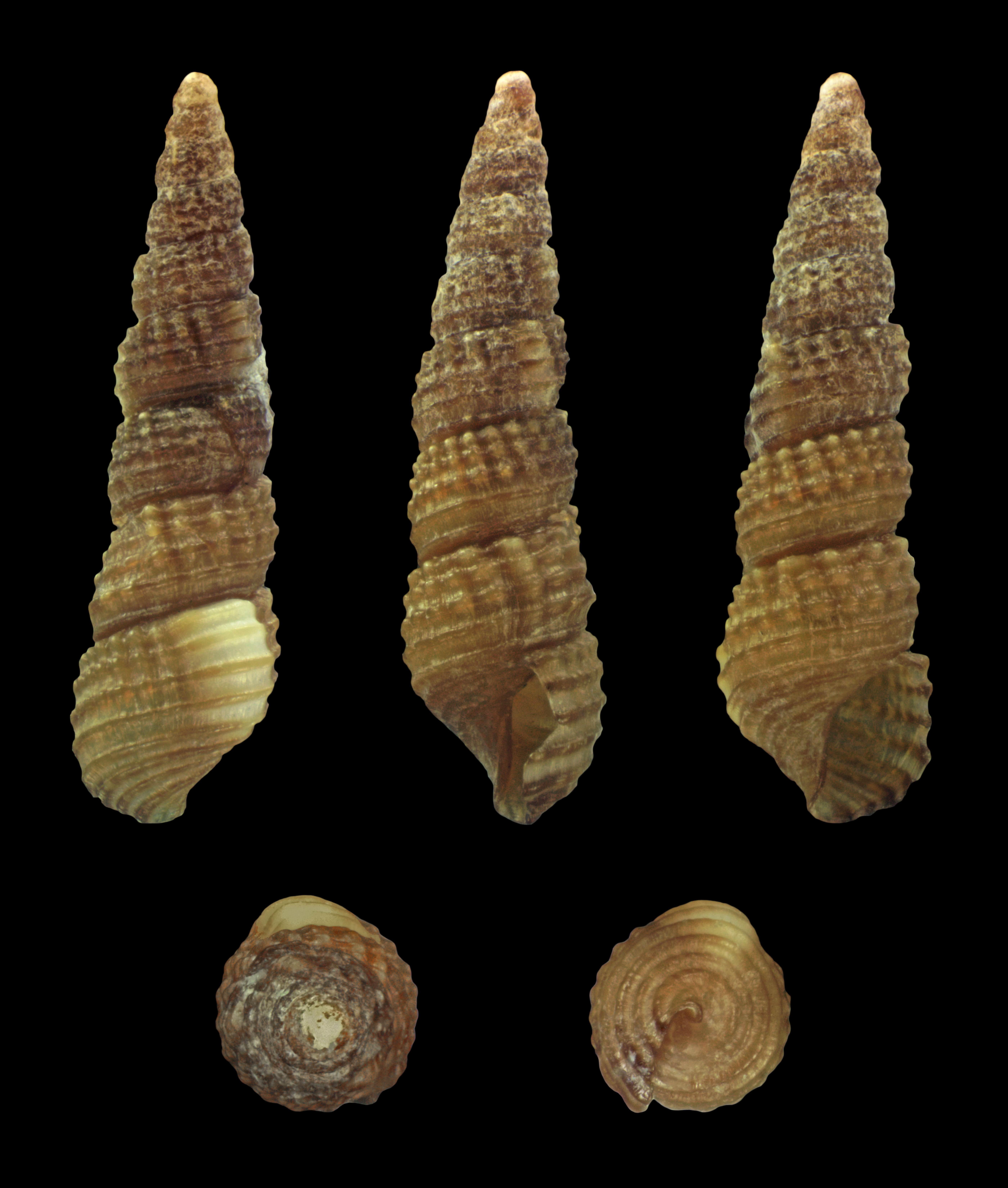
forma scabrum

## Bildgalleri

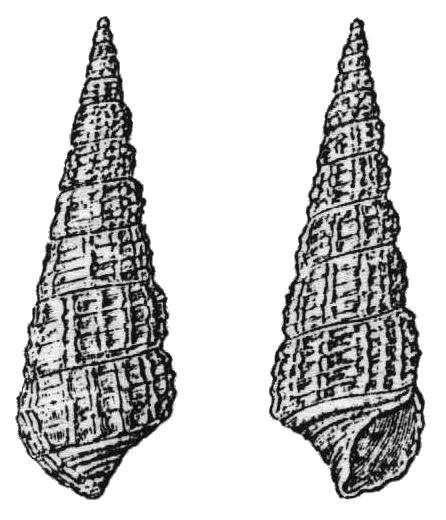
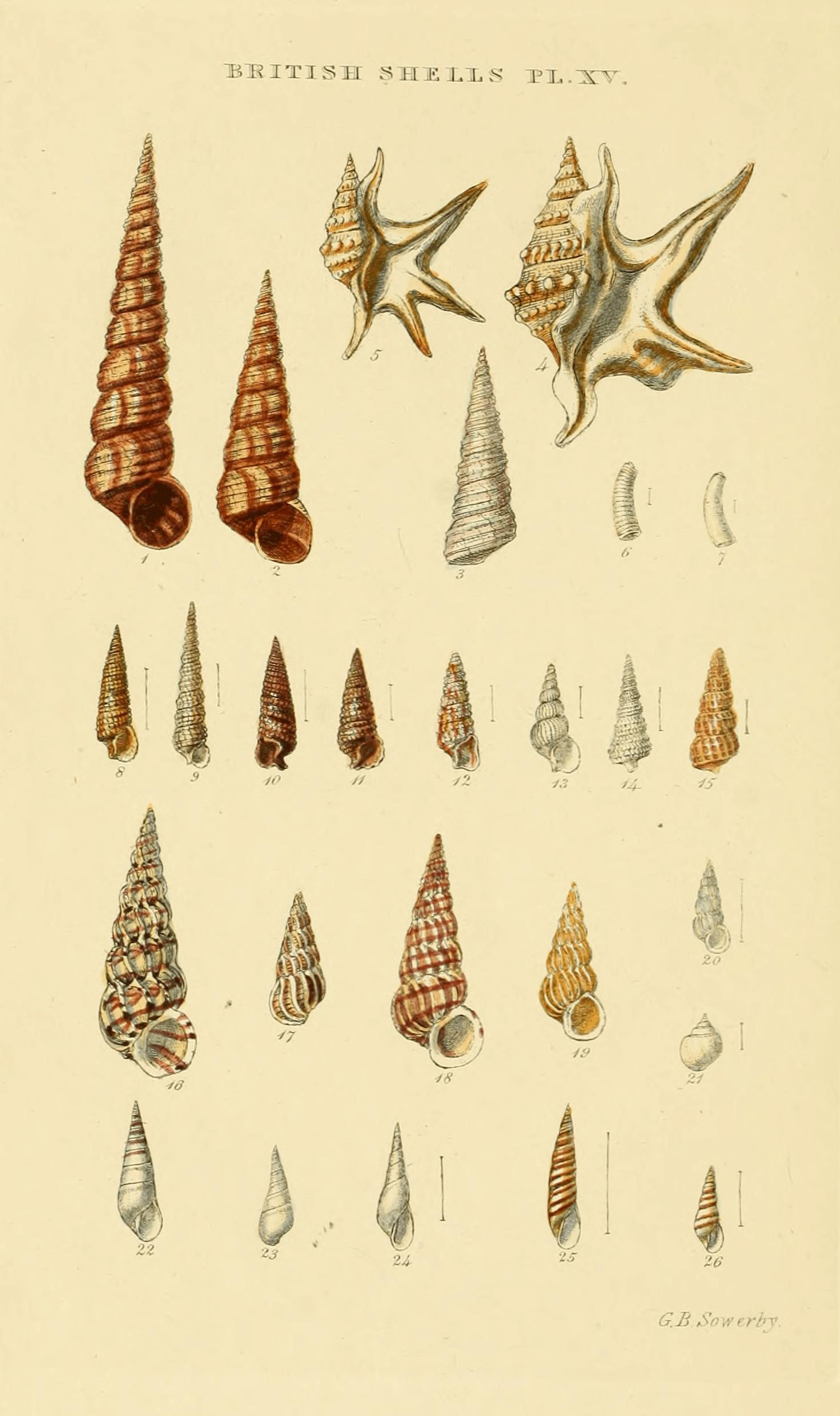